# Zwiesel
Zwiesel (česky historicky Svízel) je město v Německu v dolnobavorském okrese Regen. Od roku 1972 se řadí mezi státem uznané klimatické lázně. Pojmenování města bylo odvozeno od kořene bajuvarského slova „zwisl“, označujícího rozvětvení. Území nacházející se mezi dvěma řekami Großer Regen (Velká Řezná) a Kleiner Regen (Malá Řezná) bylo pojmenováno Zwiesel.
Toto město nacházející se v Bavorském lese je známé díky sklářskému průmyslu (Zwiesel Kristallglas AG), manufaktuře zabývající se výrobou křišťálu (Theresienthal) a také díky Střední odborné sklářské škole. Z tohoto důvodu je Zwiesel také nazýván „městem skla“. V obci se nachází velký počet dalších výrobců skla a firem zabývajících se zušlechťováním skla.
Motto města zní „Fein Glas, gut Holz sind Zwiesels Stolz“ („Kvalitní sklo a dobré dřevo jsou pýchou Zwieselu“).

## Geografická poloha
Zwiesel leží na soutoku řek Großer Regen a Kleiner Regen – dál řeka pokračuje pod jménem Schwarzer Regen (Černá Řezná, Velká Řezná nebo jen Řezná) –  v rozlehlé kotlině na úpatí zalesněných vrcholů západní části Bavorského lesa (Velký Javor 1456 m, Großer Falkenstein 1315 m, Kiesruck 1265 m) přibližně 10 kilometrů severovýchodně od okresního města Regen, 35 kilometrů od města Deggendorf, 30 kilometrů od obce Grafenau a 15 kilometrů od hraničního přechodu Železná Ruda/Bayerisch Eisenstein. Do Zwieselu se lze dostat pohodlně po silnici první třídy B11. Město Zwiesel je vlaky Waldbahn spojeno s okolními městy Plattling, Bayerisch Eisenstein a Bodenmais v hodinových a s obcí Grafenau v dvouhodinových intervalech.

## Mineralogie
V okolí Zwieselu se nachází řada rozmanitých mineralogických odkryvů bohatých na křemen, které vedly k rozvoji sklářského průmyslu. Nejznámějším místem těžby je křemenný lom Hennenkobel (Hühnerkobel), kde byly objeveny vzácné a oblíbené minerály. Minerál zwieselit (anglicky Zwieselite), který se zde vyskytuje, byl pojmenován právě po Zwieselu.

## Historie
První obyvatelé byli podle pověsti zlatokopové. První zmínka o vesnici Zwiesel s dřevěnou kapličkou pochází z roku 1255. V roce 1280 bylo toto místo významným překladištěm na cestě do Čech. Od roku 1313 se již hovoří o Zwieselu jako o městu s právem trhu. Dne 11. září 1560 byl Zwieselu vévodou Albrechtem V. Bavorským udělen erb, který se používá dodnes.
Vývoj Zwieselu byl bohužel opakovaně negativně ovlivněn požáry, válkami a morovými epidemiemi. Město bylo několikrát vypáleno: v roce 1431 husity, v roce 1468 během války „Böcklerkrieg“ a během třicetileté války v roce 1633 Švédy. Roku 1741 sem vpadli panduři a v roce 1809 došlo na nedalekém vrchu Landwehrbergl k bitvě s hordou údajně českých plenitelů.[zdroj?]
Již v 16. století probíhala v dole Rotkot ve Zwieselu těžba.   
Roku 1767 byl postaven kostel Bergkirche a v roce 1838 byla vybudována nynější radnice. V letech 1825, 1832, 1846, 1849 a 1870 město opakovaně vyhořelo. Při posledním požáru 19. srpna 1876 shořel farní kostel. Vodovod byl vybudován v roce 1888, elektrické osvětlení pak v roce 1896. Mezi lety 1891 až 1896 byl postaven městský farní kostel sv. Mikuláše. V roce 1904 byl Zwieselu udělen statut města a ve stejném roce založena sklářská průmyslová škola, která se stala vzdělávacím střediskem pro skláře. Zwiesel se rychle rozvíjel a stal se hospodářským a kulturním centrem Bavorského lesa.
Na konci druhé světové války, dne 20. dubna 1945 v poledne, bylo při bombovém útoku na železniční mosty zničeno mnoho domů a o život přišlo 15 civilistů. Dne 22. dubna byl Zwiesel bez dalších krveprolití vydán Američanům. 
Výjimečnou událostí v nedávné historii města byla Bavorská zemská výstava Čechy-Bavorsko: 1500 let sousedství. Mnoho návštěvníků výstavy navštívilo také sousední Českou republiku.

## Sklářství
Sklo a dřevo vždy patřilo k faktorům určujícím další vývoj města. Historie sklářského průmyslu v oblasti okolo Zwieselu sahá až do 15. století (Rabenstein 1421). Roku 1836 byla založena továrna na výrobu křišťálu Theresienthal a v roce 1872 začal sklářský mistr Anton Müller budovat sklářskou huť Annathal, později známou jako firmu Schott-werke, která v současné době působí pod jménem Zwisel Kristallglas AG a je významným německým výrobcem skleněných pohárů. Roku 1904 byla založena odborná sklářská škola, která se stala státní školou pro obor sklářství.

## Etymologie
Město se v roce 1254 jmenovalo „Zwisel“, brzy po roce 1301 již „Zwiseln“. Philipp Apian na své mapě z roku 1568 použil pojmenování „Zwisel“. V roce 1738 se město jmenovalo „Zwisl“ a v roce 1832 „Zwiesel“ a „Zwisel“. Slovo „zwisel“ pocházející ze středověké němčiny znamená rozvětvení. V tomto případě tak byl označován soutok Velké a Malé Řezné a křižovatka dvou hlavních cest.

## Rozšíření města Zwiesel o okolní obce
Dne 1. října 1971 byla ke Zwieselu připojena obec Klautzenbach. 1. ledna 1978 byla ke Zwieselu přičleněna část obce Rabenstein. Obec Bärnzell s 652 obyvateli a plochou 1250 hektarů byla ke Zwieselu připojena 1. května 1978.

## Náboženství

### Katolické
Již v roce 1356 měl Zwiesel vlastního katolického duchovního, který byl jako vikář podřízen faráři z Regenu. V roce 1558 se expozitura Zwiesel stala farností. Od roku 1962 se zde nachází augustiniánský klášter Panny Marie Utěšitelky, založený sudetoněmeckými mnichy a patřící k vídeňskému vikariátu. 

### Evangelické
Po vydání bavorského náboženského ediktu kurfiřtem Maxmiliánem roku 1803 se ve Zwieselu usadili evangeličtí křesťané. V roce 1885 byl založen Evangelický spolek Zwiesel, který dosáhl toho, že Zwiesel dostal roku 1889 právo vysílat putovní kazatele doprovázející sezonní pracovníky. Dne 29. května 1895 byl vysvěcen neogotický kostel v ulici Bahnhofstraße (dnes Dr.-Schott-Straße). V roce 1922 zde byla zřízena farnost.

### Novoapoštolské
Novoapoštolská obec se také usadila ve Zwieselu a má zde svůj vlastní kostel.

## Obyvatelstvo
V roce 1800 měl Zwiesel 803 obyvatel a 140 obytných budov. V roce 1810 počet obyvatel překročil jeden tisíc. V roce 1867 mělo město Zwiesel s právem trhu 2 303 obyvatel a 243 obytných budov. V roce 1900 byl počet obyvatel 3 760 a počet obytných budov 333. Po druhé světové válce vzrostl počet obyvatel Zwiselu na 5 885. Nejvyšší počet obyvatel v historii města byl dosažen v roce 1984, bylo to 10 670 obyvatel. V roce 2022 ve Zwieselu a v přilehlých částech obce žilo 9 045 obyvatel.   

## Politika

### Partnerské město
Od května 2006 je přístavní město Brake (Dolní Sasko) oficiálním partnerským městem Zwieselu. Města jsou od sebe vzdálena přibližně 800 kilometrů.

### Starosta
Prvním starostou je od 23. února 2023 Karl-Heinz Eppinger (SPD). Byl zvolen ve druhém kole voleb.
Městská rada města Zwiesel má od komunálních voleb ze 15. března 2020 následující složení:
- CSU: 7 křesel
- SPD: 3 křesla
- Svobodní voliči (Freie Wähler, FW): 4 křesla
- Sdružení nestraníků (Parteifreie Wählergemeinschaft, PWG): 3 křesla
- Zelení: 3 křesla

## Umění, kultura a památky

### Architektura

#### Kostely
Městský farní kostel sv. Mikuláše: trojlodní novogotická stavba z pálených cihel postavená v letech 1892–1896. Má 86 metrů vysokou věž. Bývá nazýván též „dómem Bavorského lesa“
Katolický horský kostelík (Bergkirche Maria Namen): postaven v rokokovém stylu v roce 1767, stropní malby od Franze Antona Rauschera (1731–1777)  

#### Skleněná křišťálová pyramida
Skleněná křišťálová pyramida: jedinečné dílo postavené společností Zwiesel Kristallglas AG měří přes 8 metrů a skládá se z více než 93 000 skleniček na víno.

#### Památky náměstí
Náměstí zdobí sousoší z roku 1767, které zobrazuje sv. Jana Nepomuckého, po stranách se sv. Sebastianem a sv. Floriánem. Radnice z roku 1838 byla postavena v klasicistním stylu. Na dolní straně náměstí se nachází studna od společnosti Schott, dar firmy Schott Zwiesel AG z roku 1975. V roce 1998 bylo náměstí vyhlášeno pěší zónou, toto rozhodnutí bylo ale již v roce 1999 rozhodnutím občanů zrušeno.

#### Podzemní chodby
Historické podzemí města Zwiesel: systém chodeb pod hradními stájemi a v jejich okolí pochází z vrcholného středověku a je zpřístupněn veřejnosti. Bývají zde pořádány různé výstavy.

### Muzea

#### Muzeum lesa
Muzeum lesa ve Zwieselu: v 17 místnostech si lze prohlédnout přibližně 8 000 exponátů vztahujících se k lesu, dřevu, sklu a k tomuto regionu. Lesní fauna i flóra je znázorněna ve velkoplošných dioramatech. Celkový obraz lesa doplňuje naučný přehled hub. Nově si lze prohlédnout původní zachovalý inventář městské lékárny z roku 1870. Muzeum lesa také uchovává umělecký odkaz dolnobavorského skladatele Erharda Kutschenreutera. V plánu je také nová koncepce expozic a přestěhování muzea do prostor bývalé dívčí školy, nacházející se nad budovou katolického kostela. Právě v těchto prostorách byla uspořádána Bavorská zemská výstava.

#### Muzeum skla
Muzeum skla Theresienthal: v bývalém panském zámku rodiny Poschinger se nachází sbírka sklenic, které byly vyrobeny mezi lety 1800 a 1930. Lze si zde prohlédnout skleněné objekty manufaktury na výrobu křišťálu „Kristallmanufaktur Theresienthal“, které byly v 19. století ozdobou mnoha evropských dvorů.      

#### Muzeum pivovaru
Muzeum pivovaru „Dampfbierbrauerei Zwiesel“: pivovar rodiny Pfeffer je známý pivem nazývaným Dampfbier (svrchně kvašené polotmavé pivo). Bývalý prostor varny nabízí informace o historii vaření piva, o tradičních i moderních postupech.

### Galerie a ateliéry
- Galerie Zwiesel
- Galerie Horizonte
- Galerie Männerhaut
- Galerie Ritterswürden
- Glasstadt Galerie Zwiesel

### Kino
Dne 23. března 1898 poprvé ve Zwieselu promítalo putovní kino v sálu hostince Janka. Program se skládal z 5 krátkých filmů. Od 27. října 1917 byly v sálu Pfeffersaal filmy pravidelně promítány. Dne 29. dubna 1923 bylo ve čtvrti Hafnerstadt otevřeno první klasické kino ve Zwieselu. Následně bylo 8. prosince po 16 měsících stavby otevřeno první filmové divadlo.

### Interkulturní projekty
Město Zwiesel a Dům bavorských dějin zorganizovaly v roce 2007 Bavorskou zemskou výstavu Bavorsko – Čechy: 1500 let sousedství v prostorách Staré dívčí školy. Kromě typické muzejní a didaktické výstavy proběhla při této příležitosti řada dalších doprovodných událostí, například Česko-bavorský festival setkání. Stoleté kulturní vazby mezi Bavorskem a Čechami se díky této akci dostaly do širšího povědomí.

### Městský park a chráněné krajinné oblasti
Lázeňský park podél řeky Großer Regen byl zřízen v roce 1885 spolkem Verschönerungsverein Zwiesel. Před vybudováním parku se v těchto místech nacházela neudržovaná divočina zvaná „Grüben“ s odtoky dešťové vody, s haldami, které na místě zůstaly jako pozůstatky po těžbě zlata, a s podmáčenými loukami zarostlými křovím. V roce 1887 se součástí parku stal také rybník. Díky aktivní pomoci místních mohly být hlavní práce dokončeny již rok poté. Nyní vede lázeňským parkem tematická cesta „Zwieseler Skulpturenweg“.
Na území města Zwiesel se nachází celkem tři chráněné krajinné oblasti: Stockauwiesen, Rotfilz a Kiesau.

## Cestovní ruch
Důležitým pilířem hospodářství města Zwiesel je i cestovní ruch. Město Zwiesel leží na tzv. „Sklářské cestě“. Tato 270 km dlouhá turistická stezka, která byla v roce 1997 otevřena spolkovým kancléřem Helmutem Kohlem, vede z města Neustadt an der Waldnaab až do Pasova. Na mnoha místech na této trase lze pozorovat skláře při práci, diváci mají možnost si výrobu skla i sami vyzkoušet a tak se o tomto řemeslu dozvědět více informací.
Zwiesel disponuje kapacitou 3 800 lůžek různých kategorií pro hosty a dvěma kempy. V roce 1910 vzniklo první koupaliště ve Zwieselu o rozloze 50 m². V roce 1938 bylo postaveno v ulici Rabensteiner Straße koupaliště s vodní plochou 2 000 m². Později byla postavena krytá plovárna. V roce 1999 byla renovována krytá hala, v roce 2000 pak i venkovní koupaliště. Celý areál byl pojmenován Zwieseler Erlebnisbad. Dne 15. června 2005 byl v blízkosti plovárny otevřen saunový svět Bayerwald-Sauna.

### Zimní sporty
V regionu zimních sportů v okolí města Zwiesel na Velkém Javoru (až 1456 m) se nachází jedno z největších lyžařských středisek Bavorského lesa. Lyžařská střediska jsou vybavena lanovkami a vleky.  Síť běžeckých stop v okolí čítá více než 100 km. Městem Zwiesel prochází známá trasa pro běžkaře, tzv. Bayerwaldloipe o délce 150 km.
Na vrcholu Velký Javor se jezdí světový pohár ve sjezdovém lyžování. Německý spolek sjezdového lyžování plánoval, že od zimní sezóny 2006/2007 se každé dva roky uskuteční závod světového poháru na Velkém Javoru. V mezičase se pak bude závod konat ve středisku Ofterschwang. Po závodě světového poháru ve sjezdu 10. a 11. března 2007 se další rok závody plánované na 1. a 2. března kvůli počasí neuskutečnily. Ve dnech 4. a 5. února 2011 se na Velkém Javoru kromě závodu světového poháru konal i  závod ve slalomu a v obřím slalomu.
Kromě toho se lze v zimě procházet po upravených zimních turistických trasách, vyjet si na saních tažených koňmi národním parkem, objevovat přírodu na sněžnicích nebo se vydat průvodem s pochodněmi.

### Pravidelné kulturní události
V roce 1880 se ve Zwieselu uskutečnila první lidová slavnost a v roce 1936 proběhla poprvé pod názvem Grenzlandfest – hraniční slavnost. Tradice byla přerušena 2. světovou válkou a znovu obnovena roku 1949 z počátku na náměstí Jahnplatz, od roku 1956 na Pfefferwiesen a od roku 1992 na nynějším místě u řeky Schwarzer Regen. Od roku 1949 se tato slavnost koná každoročně od soboty předcházející 3. neděli do předposlední neděle v červenci.
Během hraniční slavnosti roku 1939 se poprvé z iniciativy Paula Friedla uskutečnila soutěž lidové hudby o cenu „Zwieseler Fink“. Toto setkání zpěváků a hudebníků s nejstarší tradicí v Bavorsku se již každoročně koná v listopadu.
V roce 1962 byla místními členy spolku přátel Bavorského lesa poprvé zorganizována jedna z nejvýznamnějších uměleckých výstav Bavorského lesa „Zwieseler Buntspecht“. Každoročně v rámci této výstavy  prezentují svá díla malíři, grafici, sochaři, keramici a umělečtí skláři z celého Bavorského lesa, z Podunají a Šumavy.
Nabídka kulturních událostí v průběhu celého roku je velmi pestrá. Za zmínku jistě stojí i výstava skleněných lahviček na šňupací tabák (tzv. Schnupftabakglas-Ausstellung) spolku Gläserner Winkel.

## Hospodářství a infrastruktura

### Hospodářství
Sklářství je stále jedním z pilířů hospodářství města Zwiesel. Z toho logicky vyplývá, že firma Zwiesel Kristallglas AG je největším zaměstnavatelem ve městě. Město Zwiesel si jako „město skla“ získalo mezinárodní uznání. Vedle moderní průmyslové výroby je se sklem pracováno i v řemeslných dílnách, které zaměstnaným umělcům dávají prostor k volné umělecké tvorbě. Dalším pilířem hospodářství města je cestovní ruch. Město Zwiesel disponuje přibližně 3 000 lůžky pro hosty. Počet přenocování dosahuje ročně 300 000. Město Zwiesel je tak beze sporu jednou z nejznámějších destinací pro dovolenou ve Východním Bavorsku. Ale právě díky přísunu kapitálu zde fungují i menší firmy, které vytvářejí další pracovní místa. Díky dobré infrastruktuře ve zdravotnictví je možnost uplatnění i v této oblasti.

### Doprava
Městem vede silnice I. třídy,  tzv. Bundesstraße 11: Bayerisch Eisenstein – Zwiesel – Regen – (Bundesstraße 85: Cham/Pasov) – Deggendorf – Landshut – Mnichov.

#### Vlaková doprava
Nádraží ve Zwieselu – nazývané též „zwieselský pavouk“ – je důležitým dopravním uzlem v Bavorském lese. Nachází se na trase Plattling-Bayerisch Eisensteina, je výchozím bodem pro trať č. 906 vedoucí do Grafenau a pro trať č. 907 vedoucí do Bodenmaisu. Na těchto tratích provozuje dopravu pod značkou Waldbahn v pověření DB Regio společnost Länderbahn.

#### Autobusová doprava
Zwiesel je součástí autobusového dopravního systému společnosti RBO. Mimo to existují ještě autobusové linky společnosti Lambürger, které jezdí do turisticky zajímavých míst v okolí Zwieselu, Falkenstein-Bus a Stadtbus. Zwiesel je proto důležitým dopravním uzlem v dopravním konceptu NP Bavorský les, kde platí jízdenky Bayerwald-Ticket a karty pro hosty GUTi.

### Veřejné instituce
- Dobrovolní hasiči Zwiesel

Zasahují v případě požárů a zajišťují pomoc okresní nemocnici ve Zwieselu. Nemocnice byla zřízena 24. listopadu 1929 jako nemocnice zdravotní pojišťovny AOK a v roce 1964 ji převzal zemský okres Regen.
- Úřad bavorského zemského finančního úřadu
- Zeměměřický úřad
- Federální policejní oddělení

## Vzdělávání

### Základní škola
Základní škola (do 4. třídy), tzv. Grundschule: základní škola v ulici Bergstraße se nachází v prostorách dívčí školy postavené v roce 1961. Prostory byly rozšířeny v roce 2001.
Základní škola (od 5. do 9. třídy), tzv. Mittelschule: budova Hauptschule v ulici Böhmergasse byla postavena jako chlapecká škola a v roce 1961 byla rozšířena.

### Reálka
Reálka, tzv. Realschule: státní reálná škola byla postavena v roce 1975.

### Gymnázium Zwiesel
S účinností od 2. září 1952 byla ve Zwieselu otevřena státní reálka. V roce 1957 získala označení Vyšší reálná škola. Na základě tzv. Hamburger Abkommen z roku 1964 byla označena jako matematicko-přírodovědecká a od roku 1966 po rozšíření zaměření i na moderní jazyky jako matematicko-přírodovědecké a jazykové gymnázium. Na konci roků 1971 a 1996 se škola přestěhovala do nových prostor.

### Střední odborná škola sklářská
Střední odborná škola sklářská: Střední odborná škola sklářská ve Zwieselu – státní centrum odborného vzdělávání v oboru sklářství nacházející se v ulici Fachschulstraße je jedinou střední odbornou sklářskou školou svého druhu v Bavorsku. Byla založena v roce 1904. Od roku 1957 má k dispozici vlastní sklářskou huť. V roce 1997 byla značně rozšířena.

### Centrum odborného vzdělávání v oblasti sociálních služeb
Skládá se ze střední odborné školy sociálně-pedagogické (Fachakademie für Sozialpädagogik), Střední odborné školy zaměřené na péči o seniory a vzdělávání odborných pracovníků a Střední odborné školy zaměřené na péči o děti a k tomu patřícího internátu pro žákyně. Internát pro žákyně v ulici Theresienthaler Straße byl zprovozněn 7. prosince 1951, rozšířen byl 21. prosince 1958 a pak znovu v roce 1979.

### Městská hudební škola
Hudební škola vznikla ve Zwieselu v roce 1996.

## Osobnosti

### Rodáci
- Anton Waldmann (1878–1941), odborný lékař v oboru hygieny a generální vrchní štábní lékař
- Josef Zizler (1881–1955), architekt
- Fritz Rümmelein (1895–1918), důstojník a nositel vojenského řádu Pour le Mérite
- Walter Mauder (1913–1999), malíř
- Wolf Hirtreiter (* 1922), sochař
- Fritz Stoiber (* 1924–2013), člen hudební skupiny Stoiber Buam
- Ludwig Wörner (* 1948), politik SPD
- Geiss Haejm (* 1951), písničkář a spisovatel
- Karlheinz Meininger (* 1953), fotbalista
- Franz Bernreiter (* 1954), biatlonista, bronzový medailista na olympijských hrách v roce 1980 a na mistrovství světa v roce 1981
- Klaus Gattermann (* 1961), závodník ve sjezdovém lyžování
- Susanne Kiermayer (* 1968), sportovní střelkyně a držitelka stříbrné medaile z olympijských her v roce 1996
- Gloria Gray (* 1970), herečka, zpěvačka, komička
- Lutz Pfannenstiel (* 1973), brankář
- Michael Adam (* 1984), komunální politik
- Josef Wenzl (* 1984), závodní běžec na lyžích, vítěz světového poháru
- Lukas Mühl (* 1997), fotbalista

### Další osobnosti, které mají vztah k městu
- Bruno Mauder (1877–1948), umělecký sklář a ředitel odborné sklářské školy ve Zwieselu
- Paul Friedl (1902–1989), spisovatel a vlastivědec
- Siegfried Schriml (* 1927), umělec
- Walter Demel (* 1935), běžkař
- Heinz Wittmann (* 1943), bývalý fotbalista Bundesligy a dvojnásobný německý mistr (svoji kariéru začal u SC Zwiesel)
- Klaus Fischer (* 1949), bývalý fotbalista národního týmu
- Karlheinz Meininger (* 1953), bývalý fotbalista Bundesligy (svoji kariéru začal u SC Zwiesel)
- Josef Weikl (* 1954), bývalý fotbalista a dvojnásobný vítěz DFP-Pokalu (svoji kariéru začal u SC Zwiesel)